# Phaeosphaeria tritici
Phaeosphaeria tritici är en svampart som tillhör divisionen sporsäcksvampar, och som först beskrevs av Santo Garovaglio, och fick sitt nu gällande namn av Ghorban-Ali Hedjaroude. Phaeosphaeria tritici ingår i släktet Phaeosphaeria, och familjen Phaeosphaeriaceae. Arten är reproducerande i Sverige.